# Liga de Campeones de la UEFA 2025-26
La Liga de Campeones de la UEFA 2025-26 es la 71.ª edición del principal torneo de fútbol de clubes de Europa organizado por la UEFA, y la 34.ª edición desde que pasó de ser Copa de Europa a Liga de Campeones de la UEFA.
La final se jugará el 30 de mayo de 2026 en el Puskás Aréna de Budapest, Hungría.
Se espera que participen entre 82 y 84 clubes europeos.
El ganador de la Liga de Campeones de la UEFA se clasificará para la Supercopa de la UEFA 2026, así como para la Liga de Campeones de la UEFA 2026-27, la Copa Intercontinental de la FIFA 2026 y la Copa Mundial de Clubes de la FIFA 2029.
El Paris Saint-Germain es el campeón defensor.

## Designación de la ciudad sede de la final
En julio de 2023, la UEFA anunció que las ciudades de Budapest y Milán habían expresado interés en albergar las finales de la Liga de Campeones de la UEFA de 2026 y 2027, respectivamente, en el Puskás Aréna y San Siro. El comité ejecutivo de la UEFA anunció el 22 de mayo de 2024 que el Puskás Aréna había sido seleccionado para albergar la final de 2026.

## Formato
El formato de la competición es el mismo que la temporada anterior:
- Una fase de clasificación compuesta por cuatro eliminatorias, la última de las cuales se denomina play-off. Los clubes se dividen en dos series de clasificación, una para los campeones nacionales (conocida como Ruta de Campeones) y la otra para los no campeones (conocida como Ruta de Liga) de la segunda ronda de clasificación.
- Una fase liga de 36 equipos, en la que cada club juega contra ocho rivales diferentes (cuatro partidos en casa y cuatro fuera). Los equipos se dividen en cuatro bombos de 9 equipos según su Coeficientes UEFA. Cada equipo se enfrenta (en un solo partido) a dos equipos de su propio bombo y a dos equipos de cada uno de los otros bombos. Los ocho mejores se clasifican directo para los octavos de final, los clubes clasificados del 9.° al 24.° juegan los play-offs para los octavos de final y los equipos clasificados después del puesto 24 son eliminados.
- Una fase final dividida en play-offs, octavos de final, cuartos de final y semifinales de ida y vuelta y una final en terreno neutral.

## Asignación
Un total de 83 equipos de 53 de las 55 federaciones miembros de la UEFA participarán en la Liga de Campeones de la UEFA 2025-26 (con las excepciones de Liechtenstein, que no organiza una liga nacional, y Rusia, que actualmente está suspendida). La clasificación de federaciones basada en los Coeficientes UEFA se utiliza para determinar el número de equipos participantes de cada federación:
- Las asociaciones 1 a 5 tienen cuatro equipos clasificados.
- La asociación 6 tiene tres equipos clasificados.
- Las asociaciones 7 a 15 tienen dos equipos clasificados.
- Las asociaciones 16 a 55 (excepto Liechtenstein[LIE 1] y Rusia[RUS 1]) tienen un equipo clasificado.
- Se otorgará una plaza adicional a los campeones de la Liga de Campeones de la UEFA 2024-25 y la Liga Europa de la UEFA 2024-25 si no acceden a la Liga de Campeones de la UEFA 2025-26 a través de su liga nacional.
- Las dos federaciones que obtengan la mayor cantidad de puntos de Coeficientes UEFA en la temporada 2024-25 tendrán cada una un lugar extra en la fase de liga. Los campeones de la Liga de Campeones de la UEFA 2024-25 y la Liga Europa de la UEFA 2024-25 no pueden ocupar los puestos de rendimiento europeos.

### Clasificación de la asociación
Para la Liga de Campeones de la UEFA 2025-26, a las federaciones se les asignan plazas de acuerdo con sus coeficientes de federación de la UEFA 2024, que tienen en cuenta su desempeño en las competiciones europeas de 2019-20 a 2023-24.
Además de la asignación basada en los coeficientes de la asociación, las asociaciones pueden tener equipos adicionales que participen en la Liga de Campeones, como se indica a continuación:
- (EPS) – European Performance Spot, las plazas adicionales para las asociaciones que terminen entre los 2 primeros de los coeficientes de asociación 2024-25.
- (CV) – Plaza adicional para el campeón vigente de la Liga de Campeones de la UEFA.
- (LE) – Plaza adicional para el campeón vigente de la Liga Europa de la UEFA.

| Pos. | Federación      | Coef.   | Equipos | Notas    |
| ---- | --------------- | ------- | ------- | -------- |
| 1    | Inglaterra      | 104.303 | 5       | +1 (UEL) |
| 2    | Italia          | 90.284  | 4       |          |
| 3    | España          | 89.489  | 5       |          |
| 4    | Alemania        | 86.624  | 4       |          |
| 5    | Francia         | 66.831  | 4       |          |
| 6    | Países Bajos    | 61.300  | 3       |          |
| 7    | Portugal        | 56.316  | 2       |          |
| 8    | Bélgica         | 48.800  | 2       |          |
| 9    | Turquía         | 38.600  | 2       |          |
| 10   | República Checa | 36.050  | 2       |          |
| 11   | Escocia         | 36.050  | 2       |          |
| 12   | Suiza           | 32.975  | 2       |          |
| 13   | Austria         | 32.600  | 2       |          |
| 14   | Noruega         | 31.625  | 2       |          |
| 15   | Grecia          | 31.525  | 2       |          |
| 16   | Dinamarca       | 31.450  | 1       |          |
| 17   | Israel          | 31.125  | 1       |          |
| 18   | Ucrania         | 28.000  | 1       |          |

| Pos. | Federación | Coef.  | Equipos | Notas     |
| ---- | ---------- | ------ | ------- | --------- |
| 19   | Serbia     | 27.775 | 1       |           |
| 20   | Croacia    | 25.525 | 1       |           |
| 21   | Polonia    | 25.375 | 1       |           |
| 22   | Rusia      | 22.965 | 0       | [ RUS 1 ] |
| 23   | Chipre     | 22.100 | 1       |           |
| 24   | Hungría    | 21.875 | 1       |           |
| 25   | Suecia     | 21.500 | 1       |           |
| 26   | Rumania    | 21.375 | 1       |           |
| 27   | Bulgaria   | 20.375 | 1       |           |
| 28   | Azerbaiyán | 20.125 | 1       |           |
| 29   | Eslovaquia | 19.625 | 1       |           |
| 30   | Eslovenia  | 13.250 | 1       |           |
| 31   | Moldavia   | 13.125 | 1       |           |
| 32   | Kosovo     | 11.541 | 1       |           |
| 33   | Kazajistán | 11.500 | 1       |           |
| 34   | Finlandia  | 11.125 | 1       |           |
| 35   | Irlanda    | 10.875 | 1       |           |
| 36   | Armenia    | 10.625 | 1       |           |
| 37   | Letonia    | 10.625 | 1       |           |

| Pos. | Federación           | Coef.  | Equipos | Notas     |
| ---- | -------------------- | ------ | ------- | --------- |
| 38   | Islas Feroe          | 10.375 | 1       |           |
| 39   | Bosnia y Herzegovina | 10.000 | 1       |           |
| 40   | Liechtenstein        | 10.000 | 0       | [ LIE 1 ] |
| 41   | Islandia             | 9.583  | 1       |           |
| 42   | Irlanda del Norte    | 9.208  | 1       |           |
| 43   | Luxemburgo           | 8.625  | 1       |           |
| 44   | Lituania             | 8.500  | 1       |           |
| 45   | Malta                | 8.250  | 1       |           |
| 46   | Georgia              | 7.625  | 1       |           |
| 47   | Albania              | 7.375  | 1       |           |
| 48   | Estonia              | 7.207  | 1       |           |
| 49   | Bielorrusia          | 6.625  | 1       |           |
| 50   | Macedonia            | 6.000  | 1       |           |
| 51   | Andorra              | 5.998  | 1       |           |
| 52   | Gales                | 5.791  | 1       |           |
| 53   | Montenegro           | 5.708  | 1       |           |
| 54   | Gibraltar            | 4.957  | 1       |           |
| 55   | San Marino           | 1.832  | 1       |           |

### Distribución
La tabla refleja la actual suspensión de Rusia de la UEFA.
|                                            |                                            | Equipos que entran en esta fase | Equipos que provienen de la fase anterior                                                                      |
| ------------------------------------------ | ------------------------------------------ | --- | --- |
| Primera ronda clasificatoria (28 equipos)  | Primera ronda clasificatoria (28 equipos)  | - 28 campeones de las asociaciones 25 a 55 (excluyendo Azerbaiyán, Eslovaquia y Liechtenstein) | |
| Segunda ronda clasificatoria (30 equipos)  | Ruta de campeones (24 equipos)             | - 8 campeones de las asociaciones 16 a 24 (excluyendo Rusia) - 2 campeones de las asociaciones 28 a 29 | - 14 ganadores de la Primera ronda clasificatoria                                                              |
| Segunda ronda clasificatoria (30 equipos)  | Ruta de liga (6 equipos)                   | - 6 subcampeones de las asociaciones 10 a 15 | |
| Tercera ronda clasificatoria (20 equipos)  | Ruta de campeones (12 equipos)             | | - 12 ganadores de la Segunda ronda clasificatoria (Ruta de campeones)                                          |
| Tercera ronda clasificatoria (20 equipos)  | Ruta de liga (8 equipos)                   | - 3 subcampeones de las asociaciones 7 a 9 - 1 equipo en tercer lugar de la asociación 6 - 1 equipo en cuarto lugar de la asociación 5 | - 3 ganadores de la Segunda ronda clasificatoria (Ruta de liga)                                                |
| Ronda de Play-Off (14 equipos)             | Ruta de campeones (10 equipos)             | - 4 campeones de las asociaciones 11 a 14 | - 6 ganadores de la Tercera ronda clasificatoria (Ruta de campeones)                                           |
| Ronda de Play-Off (14 equipos)             | Ruta de liga (4 equipos)                   | | - 4 ganadores de la Tercera ronda clasificatoria (Ruta de liga)                                                |
| Fase de liga (36 equipos)                  | Fase de liga (36 equipos)                  | - 1 campeón de la Liga Europa de la UEFA 2024-25 - 10 campeones de las asociaciones 1 a 10 - 1 campeón de la asociación 15 - 6 subcampeones de las asociaciones 1 a 6 - 5 equipos en tercer lugar de las asociaciones 1 a 5 - 4 equipos en cuarto lugar de las asociaciones 1 a 4 - 2 equipos en quinto lugar de las asociaciones 1 y 3 | - 5 ganadores de la Ronda de Play-Off (Ruta de campeones) - 2 ganadores de la Ronda de Play-Off (Ruta de liga) |
| Ronda eliminatoria preliminar (16 equipos) | Ronda eliminatoria preliminar (16 equipos) | | - 16 equipos clasificados del 9.° al 24.° de la fase de Liga                                                   |
| Fase eliminatoria (16 equipos)             | Fase eliminatoria (16 equipos)             | | - 8 equipos clasificados del 1.° al 8.° de la fase de Liga - 8 ganadores de la Ronda eliminatoria preliminar   |

Debido a la suspensión de Rusia para la temporada europea 2025-26, se realizaran los siguientes cambios en la lista de acceso:
- Los campeones de las asociaciones 23 (Chipre) y 24 (Hungría) ingresaran a la Segunda ronda clasificatoria (Ruta de campeones) en lugar de la Primera ronda clasificatoria (Ruta de campeones).

Dado que el campeón de la Liga de Campeones de la UEFA (Paris Saint-Germain) se clasificó a través de su liga nacional, se realizaron los siguientes cambios en la lista de acceso:
- El Olympiakos, como club con el coeficiente de club más alto que de otro modo habría entrado en la segunda ronda de clasificación de la ruta de los campeones, ingresó a la fase de liga en lugar de la segunda ronda de clasificación (Ruta de Campeones).[8]
- El Qarabağ y el Slovan Bratislava, como los dos clubes con el coeficiente de clubes más alto que de otro modo habrían ingresado a la primera ronda de clasificación de la ruta de campeones, ingresaron a la segunda ronda de clasificación (Ruta de Campeones) en lugar de la primera ronda de clasificación (Ruta de Campeones).

## Participantes
Las etiquetas entre paréntesis muestran cómo cada equipo se clasificó para el lugar de su ronda inicial:
- CV: Campeón vigente de la Liga de Campeones de la UEFA
- LE: Campeón de la Liga Europa de la UEFA
- N.º: Posición de liga

La segunda ronda clasificatoria, la tercera ronda clasificatoria y la ronda de play-off se dividen en Ruta de campeones y Ruta de liga.
En cursiva los equipos debutantes.
| Fase de liga                 | Fase de liga             | Fase de liga                | Fase de liga                |
| ---------------------------- | ------------------------ | --------------------------- | --------------------------- |
| Tottenham Hotspur (LE)       | Atalanta (3.°)           | Bayern Múnich (1.°)         | PSV Eindhoven (1.°)         |
| Liverpool (1.°)              | Juventus (4.°)           | Bayer Leverkusen (2.°)      | Ajax (2.°)                  |
| Arsenal (2.°)                | Barcelona (1.°)          | Eintracht Frankfurt (3.°)   | Sporting Lisboa (1.°)       |
| Manchester City (3.°)        | Real Madrid (2.°)        | Borussia Dortmund (4.°)     | Union Saint-Gilloise (1.°)  |
| Chelsea (4.°)                | Atlético de Madrid (3.°) | Paris Saint-Germain (1.°)CV | Galatasaray (1.°)           |
| Newcastle United (5.°)       | Athletic Club (4.°)      | Olympique de Marsella (2.°) | Slavia Praga (1.°)          |
| Napoli (1.°)                 | Villarreal (5.°)         | Mónaco (3.°)                | Olympiakos (1.°)            |
| Inter Milán (2.°)            |                          |                             |                             |
| Ronda de Play-Off            |                          |                             |                             |
| Ruta de campeones            |                          |                             |                             |
| Celtic (1.°)                 | Basel (1.°)              | Sturm Graz (1.°)            | Bodø/Glimt (1.°)            |
| Tercera ronda clasificatoria |                          |                             |                             |
| Ruta de campeones            | Ruta de liga             | Ruta de liga                | Ruta de liga                |
|                              | Niza (4.°)               | Benfica (2.°)               | Fenerbahçe (2.°)            |
| Feyenoord (3.°)              | Brujas (2.°)             |                             |                             |
| Segunda ronda clasificatoria |                          |                             |                             |
| Ruta de campeones            | Ruta de campeones        | Ruta de liga                | Ruta de liga                |
| Copenhague (1.°)             | Lech Poznań (1.°)        | Viktoria Plzen (2.°)        | Salzburgo (2.°)             |
| Maccabi Tel Aviv (1.°)       | Pafos (1.°)              | Rangers (2.°)               | Brann (2.°)                 |
| Dinamo Kiev (1.°)            | Ferencváros (1.°)        | Servette (2.°)              | Panathinaikos (2.°)         |
| Estrella Roja (1.°)          | Qarabağ (1.°)            |                             |                             |
| Rijeka (1.°)                 | Slovan Bratislava (1.°)  |                             |                             |
| Primera ronda clasificatoria |                          |                             |                             |
| Malmö (1.°)                  | KuPS (1.°)               | Linfield (1.°)              | Dinamo Minsk (1.°)          |
| FCSB (1.°)                   | Shelbourne (1.°)         | Differdange 03 (1.°)        | Shkëndija (1.°)             |
| Ludogorets Razgrad (1.°)     | Noah (1.°)               | Žalgiris (1.°)              | Inter Club d'Escaldes (1.°) |
| Olimpija Ljubljana (1.°)     | RFS (1.°)                | Ħamrun Spartans (1.°)       | The New Saints (1.°)        |
| Milsami Orhei (1.°)          | Víkingur Gøta (1.°)      | Iberia 1999 (1.°)           | Budućnost Podgorica (1.°)   |
| Drita (1.°)                  | Zrinjski Mostar (1.°)    | Egnatia (1.°)               | Lincoln Red Imps (1.°)      |
| Kairat (1.°)                 | Breiðablik (1.°)         | Levadia Tallinn (1.°)       | Virtus (1.°)                |

## Calendario
El calendario de la competición es el siguiente. En comparación con temporadas pasadas, se introducirá una "semana exclusiva", en la que el jueves también será jornada de partido. Todos los partidos del resto de semanas se jugarán los martes y miércoles, excepto la final.
| Fase                | Ronda             | Sorteo                | Ida                                             | Vuelta                                          |
| ------------------- | ----------------- | --------------------- | ----------------------------------------------- | ----------------------------------------------- |
| Fase Clasificatoria | Primera ronda     | 17 de junio de 2025   | 8–9 de julio de 2025                            | 15–16 de julio de 2025                          |
| Fase Clasificatoria | Segunda ronda     | 18 de julio de 2025   | 22–23 de julio de 2025                          | 29–30 de julio de 2025                          |
| Fase Clasificatoria | Tercera ronda     | 31 de julio de 2025   | 5–6 de agosto de 2025                           | 12 de agosto de 2025                            |
| Play-Off            | Ronda de Play-Off | 4 de agosto de 2025   | 19–20 de agosto de 2025                         | 26–27 de agosto de 2025                         |
| Fase de liga        | Jornada 1         | 29 de agosto de 2025  | 16–18 de septiembre de 2025                     | 16–18 de septiembre de 2025                     |
| Fase de liga        | Jornada 2         | 29 de agosto de 2025  | 30 de septiembre de 2025 y 1 de octubre de 2025 | 30 de septiembre de 2025 y 1 de octubre de 2025 |
| Fase de liga        | Jornada 3         | 29 de agosto de 2025  | 21–22 de octubre de 2025                        | 21–22 de octubre de 2025                        |
| Fase de liga        | Jornada 4         | 29 de agosto de 2025  | 4–5 de noviembre de 2025                        | 4–5 de noviembre de 2025                        |
| Fase de liga        | Jornada 5         | 29 de agosto de 2025  | 25–26 de noviembre de 2025                      | 25–26 de noviembre de 2025                      |
| Fase de liga        | Jornada 6         | 29 de agosto de 2025  | 9–10 de diciembre de 2025                       | 9–10 de diciembre de 2025                       |
| Fase de liga        | Jornada 7         | 29 de agosto de 2025  | 20–21 de enero de 2026                          | 20–21 de enero de 2026                          |
| Fase de liga        | Jornada 8         | 29 de agosto de 2025  | 28 de enero de 2026                             | 28 de enero de 2026                             |
| Fase eliminatoria   | Ronda preliminar  | 30 de enero de 2026   | 17–18 de febrero de 2026                        | 24–25 de febrero de 2026                        |
| Fase eliminatoria   | Octavos de final  | 27 de febrero de 2026 | 10–11 de marzo de 2026                          | 17–18 de marzo de 2026                          |
| Fase eliminatoria   | Cuartos de final  | 27 de febrero de 2026 | 7–8 de abril de 2026                            | 14–15 de abril de 2026                          |
| Fase eliminatoria   | Semifinal         | 27 de febrero de 2026 | 28–29 de abril de 2026                          | 5–6 de mayo de 2026                             |
| Fase eliminatoria   | Final             | 27 de febrero de 2026 | 30 de mayo de 2026 en Puskás Aréna, Budapest    | 30 de mayo de 2026 en Puskás Aréna, Budapest    |

## Fase clasificatoria

### Primera ronda clasificatoria
Un total de 28 equipos participaran en la primera ronda clasificatoria de la Liga de Campeones de la UEFA. Los perdedores de esta ronda entrarán a la segunda ronda clasificatoria de la Liga Conferencia de la UEFA 2025-26. 
| Primera ronda clasificatoria | Primera ronda clasificatoria | Primera ronda clasificatoria | Primera ronda clasificatoria |
| ---------------------------- | ---------------------------- | ---------------------------- | ---------------------------- |
| Malmö (1.°)                  | KuPS (1.°)                   | Linfield (1.°)               | Dinamo Minsk (1.°)           |
| FCSB (1.°)                   | Shelbourne (1.°)             | Differdange 03 (1.°)         | Shkëndija (1.°)              |
| Ludogorets Razgrad (1.°)     | Noah (1.°)                   | Žalgiris (1.°)               | Inter Club d'Escaldes (1.°)  |
| Olimpija Ljubljana (1.°)     | RFS (1.°)                    | Ħamrun Spartans (1.°)        | The New Saints (1.°)         |
| Milsami Orhei (1.°)          | Víkingur Gøta (1.°)          | Iberia 1999 (1.°)            | Budućnost Podgorica (1.°)    |
| Drita (1.°)                  | Zrinjski Mostar (1.°)        | Egnatia (1.°)                | Lincoln Red Imps (1.°)       |
| Kairat (1.°)                 | Breiðablik (1.°)             | Levadia Tallinn (1.°)        | Virtus (1.°)                 |

| Equipo 1           | Agr.           | Equipo 2              | Ida | Vuelta |
| ------------------ | -------------- | --------------------- | --- | ------ |
| Žalgiris           | 2–2 (10–11 p.) | Ħamrun Spartans       | 2–0 | 0–2    |
| KuPS               | 1–0            | Milsami Orhei         | 1–0 | 0–0    |
| The New Saints     | 1–2 (t. s.)    | Shkëndija             | 0–0 | 1–2    |
| Iberia 1999        | 2–6            | Malmö                 | 1–3 | 1–3    |
| Levadia Tallinn    | 0–2            | RFS                   | 0–1 | 0–1    |
| Drita              | 4–2            | Differdange 03        | 1–0 | 3–2    |
| Víkingur Gøta      | 2–4            | Lincoln Red Imps      | 2–3 | 0–1    |
| Egnatia            | 1–5            | Breiðablik            | 1–0 | 0–5    |
| Shelbourne         | 2–1            | Linfield              | 1–0 | 1–1    |
| FCSB               | 4–3            | Inter Club d'Escaldes | 3–1 | 1–2    |
| Virtus             | 1–4            | Zrinjski Mostar       | 0–2 | 1–2    |
| Olimpija Ljubljana | 1–3            | Kairat                | 1–1 | 0–2    |
| Noah               | 3–2            | Budućnost Podgorica   | 1–0 | 2–2    |
| Ludogorets Razgrad | 3–2 (t. s.)    | Dinamo Minsk          | 1–0 | 2–2    |

### Segunda ronda clasificatoria
Un total de 30 equipos participaran en la segunda ronda clasificatoria de la Liga de Campeones de la UEFA, de los cuales 14 proceden de la ronda anterior. Esta ronda se divide en dos secciones: la ruta de campeones (para los campeones de liga) y la ruta de liga (para los no campeones).

#### Ruta de Campeones
| Segunda ronda clasificatoria | Segunda ronda clasificatoria | Segunda ronda clasificatoria | Segunda ronda clasificatoria |
| ---------------------------- | ---------------------------- | ---------------------------- | ---------------------------- |
| Copenhague (1.°)             | Pafos (1.°)                  | Slovan Bratislava (1.°)      | RFS (1.°)                    |
| Maccabi Tel Aviv (1.°)       | Ferencváros (1.°)            | Drita (1.°)                  | Zrinjski Mostar (1.°)        |
| Dinamo Kiev (1.°)            | Malmö (1.°)                  | Kairat Almaty (1.°)          | Breiðablik (1.°)             |
| Estrella Roja (1.°)          | FCSB (1.°)                   | KuPS Kuopio (1.°)            | Ħamrun Spartans (1.°)        |
| Rijeka (1.°)                 | Ludogorets Razgrad (1.°)     | Shelbourne (1.°)             | Shkëndija (1.°)              |
| Lech Poznań (1.°)            | Qarabağ (1.°)                | Noah (1.°)                   | Lincoln Red Imps (1.°)       |

#### Ruta de Liga
| Segunda ronda clasificatoria | Segunda ronda clasificatoria | Segunda ronda clasificatoria |
| ---------------------------- | ---------------------------- | ---------------------------- |
| Viktoria Plzen (2.°)         | Servette (2.°)               | Brann (2.°)                  |
| Rangers (2.°)                | Salzburgo (2.°)              | Panathinaikos (2.°)          |

| Equipo 1          | Agr.        | Equipo 2           | Ida | Vuelta |
| ----------------- | ----------- | ------------------ | --- | ------ |
| RFS               | 1–5         | Malmö              | 1–4 | 0–1    |
| Ħamrun Spartans   | 0–6         | Dinamo Kiev        | 0–3 | 0–3    |
| Pafos             | 2–1         | Maccabi Tel-Aviv   | 1–1 | 1–0    |
| Lincoln Red Imps  | 1–6         | Estrella Roja      | 0–1 | 1–5    |
| Noah              | 4–6         | Ferencváros        | 1–2 | 3–4    |
| Lech Poznań       | 8–1         | Breiðablik         | 7–1 | 1–0    |
| Copenhague        | 3–0         | Drita              | 2–0 | 1–0    |
| Rijeka            | 1–3 (t. s.) | Ludogorets Razgrad | 0–0 | 1–3    |
| Shkëndija         | 3–1         | FCSB               | 1–0 | 2–1    |
| Slovan Bratislava | 6–2         | Zrinjski Mostar    | 4–0 | 2–2    |
| Shelbourne        | 0–4         | Qarabağ            | 0–3 | 0–1    |
| KuPS Kuopio       | 2–3         | Kairat Almaty      | 2–0 | 0–3    |

| Equipo 1       | Agr. | Equipo 2      | Ida | Vuelta |
| -------------- | ---- | ------------- | --- | ------ |
| Brann          | 2–5  | Salzburgo     | 1–4 | 1–1    |
| Viktoria Plzen | 3–2  | Servette      | 0–1 | 3–1    |
| Rangers        | 3–1  | Panathinaikos | 2–0 | 1–1    |

### Tercera ronda clasificatoria
Un total de 20 equipos participarán en la tercera ronda clasificatoria de la Liga de Campeones de la UEFA, de los cuales 15 proceden de la ronda anterior. Esta ronda se divide en dos secciones: la ruta de campeones (para los campeones de liga) y la ruta de liga (para los no campeones).

#### Ruta de Campeones
| Tercera ronda clasificatoria | Tercera ronda clasificatoria | Tercera ronda clasificatoria | Tercera ronda clasificatoria |
| ---------------------------- | ---------------------------- | ---------------------------- | ---------------------------- |
| Copenhague (1.°)             | Lech Poznań (1.°)            | Malmö (1.°)                  | Slovan Bratislava (1.°)      |
| Dynamo Kiev (1.°)            | Pafos (1.°)                  | Ludogorets Razgrad (1.°)     | Kairat Almaty (1.°)          |
| Estrella Roja (1.°)          | Ferencváros (1.°)            | Qarabağ (1.°)                | Shkëndija (1.°)              |

#### Ruta de Liga
| Tercera ronda clasificatoria | Tercera ronda clasificatoria | Tercera ronda clasificatoria | Tercera ronda clasificatoria |
| ---------------------------- | ---------------------------- | ---------------------------- | ---------------------------- |
| OGC Niza (4.°)               | Benfica (2.°)                | Fenerbahçe (2.°)             | Rangers (2.°)                |
| Feyenoord (3.°)              | Brujas (2.°)                 | Viktoria Plzen (2.°)         | Salzburgo (2.°)              |

| Equipo 1           | Agr.         | Equipo 2          | Ida | Vuelta |
| ------------------ | ------------ | ----------------- | --- | ------ |
| Malmö              | 0–5          | Copenhague        | 0–0 | 0–5    |
| Kairat Almaty      | 1–1 (4–3 p.) | Slovan Bratislava | 1–0 | 0–1    |
| Lech Poznań        | 2–4          | Estrella Roja     | 1–3 | 1–1    |
| Ludogorets Razgrad | 0–3          | Ferencváros       | 0–0 | 0–3    |
| Dinamo Kiev        | 0–3          | Pafos             | 0–1 | 0–2    |
| Shkëndija          | 1–6          | Qarabağ           | 0–1 | 1–5    |

| Equipo 1  | Agr. | Equipo 2        | Ida | Vuelta |
| --------- | ---- | --------------- | --- | ------ |
| Salzburgo | 2–4  | Brujas          | 0–1 | 2–3    |
| Rangers   | 4–2  | Viktoria Pilsen | 3–0 | 1–2    |
| Niza      | 0–4  | Benfica         | 0–2 | 0–2    |
| Feyenoord | 4–6  | Fenerbahçe      | 2–1 | 2–5    |

### Ronda de Play-Off
Un total de 14 equipos participaran en la cuarta ronda clasificatoria de la Liga de Campeones de la UEFA, de los cuales 10 proceden de la ronda anterior. Esta ronda se divide en dos secciones: la ruta de campeones (para los campeones de liga) y la ruta de liga (para los no campeones).

#### Ruta de Campeones
| Cuarta ronda clasificatoria | Cuarta ronda clasificatoria | Cuarta ronda clasificatoria | Cuarta ronda clasificatoria | Cuarta ronda clasificatoria |
| --------------------------- | --------------------------- | --------------------------- | --------------------------- | --------------------------- |
| Celtic (1.°)                | Sturm Graz (1.°)            | Copenhague (1.°)            | Pafos (1.°)                 | Qarabağ (1.°)               |
| Basel (1.°)                 | Bodø/Glimt (1.°)            | Estrella Roja (1.°)         | Ferencváros (1.°)           | Kairat Almaty (1.°)         |

#### Ruta de Liga
| Cuarta ronda clasificatoria | Cuarta ronda clasificatoria | Cuarta ronda clasificatoria | Cuarta ronda clasificatoria |
| --------------------------- | --------------------------- | --------------------------- | --------------------------- |
| Benfica (2.°)               | Brujas (2.°)                | Fenerbahçe (2.°)            | Rangers (2.°)               |

| Equipo 1      | Agr. | Equipo 2      | Ida | Vuelta |
| ------------- | ---- | ------------- | --- | ------ |
| Ferencváros   | –    | Qarabağ       | –   | –      |
| Estrella Roja | –    | Pafos         | –   | –      |
| Bodø/Glimt    | –    | Sturm Graz    | –   | –      |
| Celtic        | –    | Kairat Almaty | –   | –      |
| Basel         | –    | Copenhague    | –   | –      |

| Equipo 1   | Agr. | Equipo 2 | Ida | Vuelta |
| ---------- | ---- | -------- | --- | ------ |
| Fenerbahçe | –    | Benfica  | –   | –      |
| Rangers    | –    | Brujas   | –   | –      |

## Fase de Liga
La posición de los equipos y la distribución en los distintos bombos es determinada únicamente por el coeficiente UEFA. Cada equipo participante en esta fase se enfrentará a ocho equipos distintos, pertenecientes a dos de ellos en cada bombo, disputando la mitad de esos partidos como local y la otra mitad como visitante.
| Bombo 1 | Bombo 2 | Bombo 3 | Bombo 4 |
| --- | --- | --- | --- |
| Real Madrid CC: 143.500 Manchester City CC: 137.750 Bayern Múnich CC: 135.250 Liverpool CC: 125.500 Paris Saint-Germain CV CC: 118.500 Inter Milán CC: 116.250 Chelsea CC: 109.000 Borussia Dortmund CC: 106.750 Barcelona CC: 103.250 | Arsenal CC: 98.000 Bayer Leverkusen CC: 95.250 Atlético de Madrid CC: 93.500 Atalanta CC: 82.000 Villarreal CC: 82.000 Juventus CC: 74.250 Eintracht Frankfurt CC: 74.000 / [[]] CC: 0.000 [[]] CC: 0.000 | PSV Eindhoven CC: 69.250 Ajax CC: 67.250 Napoli CC: 61.000 Sporting Lisboa CC: 59.000 Olympiakos CC: 56.500 Slavia Praga CC: 51.000 Marsella CC: 48.000 [[]] CC: 0.000 [[]] CC: 0.000 | Galatasaray CC: 38.250 Union Saint-Gilloise CC: 36.000 Athletic Club CC: 26.750 Newcastle United CC: 23.039 / [[]] CC: 0.000 / [[]] CC: 0.000 [[]] CC: 0.000 [[]] CC: 0.000 [[]] CC: 0.000 |

Bombo sin definir
| Bombo 2: - Benfica CC: 87.750 - Brujas CC: 71.750 - Rangers CC: 71.250 Bombo 2 o 3: - Tottenham Hotspur LE CC: 70.250 | Bombo 3: - Bodø/Glimt CC: 49.000 - Fenerbahçe CC: 47.250 Bombo 3 o 4: - Copenhague CC: 44.875 - Estrella Roja CC: 44.000 - Mónaco CC: 41.000 | Bombo 4: - Ferencváros CC: 39.000 - Celtic CC: 38.000 - Basel CC: 33.000 - Qarabağ CC: 32.000 - Sturm Graz CC: 23.000 - Pafos CC: 11.125 - Kairat Almaty CC: 5.500 |

### Clasificación
| Pos. | Equipo               | Pts. | PJ | G | E | P | GF | GC | Dif. | Clasificación 2025-26                                  |
| ---- | -------------------- | ---- | -- | - | - | - | -- | -- | ---- | ------------------------------------------------------ |
| 1    | Ajax                 | 0    | 0  | 0 | 0 | 0 | 0  | 0  | 0    | Clasificado a los octavos de final                     |
| 2    | Arsenal              | 0    | 0  | 0 | 0 | 0 | 0  | 0  | 0    | Clasificado a los octavos de final                     |
| 3    | Atalanta             | 0    | 0  | 0 | 0 | 0 | 0  | 0  | 0    | Clasificado a los octavos de final                     |
| 4    | Athletic Club        | 0    | 0  | 0 | 0 | 0 | 0  | 0  | 0    | Clasificado a los octavos de final                     |
| 5    | Atlético de Madrid   | 0    | 0  | 0 | 0 | 0 | 0  | 0  | 0    | Clasificado a los octavos de final                     |
| 6    | Barcelona            | 0    | 0  | 0 | 0 | 0 | 0  | 0  | 0    | Clasificado a los octavos de final                     |
| 7    | Bayer Leverkusen     | 0    | 0  | 0 | 0 | 0 | 0  | 0  | 0    | Clasificado a los octavos de final                     |
| 8    | Bayern Múnich        | 0    | 0  | 0 | 0 | 0 | 0  | 0  | 0    | Clasificado a los octavos de final                     |
| 9    | Borussia Dortmund    | 0    | 0  | 0 | 0 | 0 | 0  | 0  | 0    | Clasificado a la ronda preliminar (cabeza de serie)    |
| 10   | Chelsea              | 0    | 0  | 0 | 0 | 0 | 0  | 0  | 0    | Clasificado a la ronda preliminar (cabeza de serie)    |
| 11   | Eintracht Frankfurt  | 0    | 0  | 0 | 0 | 0 | 0  | 0  | 0    | Clasificado a la ronda preliminar (cabeza de serie)    |
| 12   | Galatasaray          | 0    | 0  | 0 | 0 | 0 | 0  | 0  | 0    | Clasificado a la ronda preliminar (cabeza de serie)    |
| 13   | Inter Milán          | 0    | 0  | 0 | 0 | 0 | 0  | 0  | 0    | Clasificado a la ronda preliminar (cabeza de serie)    |
| 14   | Juventus             | 0    | 0  | 0 | 0 | 0 | 0  | 0  | 0    | Clasificado a la ronda preliminar (cabeza de serie)    |
| 15   | Liverpool            | 0    | 0  | 0 | 0 | 0 | 0  | 0  | 0    | Clasificado a la ronda preliminar (cabeza de serie)    |
| 16   | Manchester City      | 0    | 0  | 0 | 0 | 0 | 0  | 0  | 0    | Clasificado a la ronda preliminar (cabeza de serie)    |
| 17   | Marsella             | 0    | 0  | 0 | 0 | 0 | 0  | 0  | 0    | Clasificado a la ronda preliminar (no cabeza de serie) |
| 18   | Mónaco               | 0    | 0  | 0 | 0 | 0 | 0  | 0  | 0    | Clasificado a la ronda preliminar (no cabeza de serie) |
| 19   | Napoli               | 0    | 0  | 0 | 0 | 0 | 0  | 0  | 0    | Clasificado a la ronda preliminar (no cabeza de serie) |
| 20   | Newcastle United     | 0    | 0  | 0 | 0 | 0 | 0  | 0  | 0    | Clasificado a la ronda preliminar (no cabeza de serie) |
| 21   | Olympiakos           | 0    | 0  | 0 | 0 | 0 | 0  | 0  | 0    | Clasificado a la ronda preliminar (no cabeza de serie) |
| 22   | Paris Saint-Germain  | 0    | 0  | 0 | 0 | 0 | 0  | 0  | 0    | Clasificado a la ronda preliminar (no cabeza de serie) |
| 23   | PSV Eindhoven        | 0    | 0  | 0 | 0 | 0 | 0  | 0  | 0    | Clasificado a la ronda preliminar (no cabeza de serie) |
| 24   | Real Madrid          | 0    | 0  | 0 | 0 | 0 | 0  | 0  | 0    | Clasificado a la ronda preliminar (no cabeza de serie) |
| 25   | Slavia Praga         | 0    | 0  | 0 | 0 | 0 | 0  | 0  | 0    | Eliminado de la competición                            |
| 26   | Sporting Lisboa      | 0    | 0  | 0 | 0 | 0 | 0  | 0  | 0    | Eliminado de la competición                            |
| 27   | Tottenham Hotspur    | 0    | 0  | 0 | 0 | 0 | 0  | 0  | 0    | Eliminado de la competición                            |
| 28   | Union Saint-Gilloise | 0    | 0  | 0 | 0 | 0 | 0  | 0  | 0    | Eliminado de la competición                            |
| 29   | Villarreal           | 0    | 0  | 0 | 0 | 0 | 0  | 0  | 0    | Eliminado de la competición                            |
| 30   | /                    | 0    | 0  | 0 | 0 | 0 | 0  | 0  | 0    | Eliminado de la competición                            |
| 31   | /                    | 0    | 0  | 0 | 0 | 0 | 0  | 0  | 0    | Eliminado de la competición                            |
| 32   | /                    | 0    | 0  | 0 | 0 | 0 | 0  | 0  | 0    | Eliminado de la competición                            |
| 33   | /                    | 0    | 0  | 0 | 0 | 0 | 0  | 0  | 0    | Eliminado de la competición                            |
| 34   | /                    | 0    | 0  | 0 | 0 | 0 | 0  | 0  | 0    | Eliminado de la competición                            |
| 35   | /                    | 0    | 0  | 0 | 0 | 0 | 0  | 0  | 0    | Eliminado de la competición                            |
| 36   | /                    | 0    | 0  | 0 | 0 | 0 | 0  | 0  | 0    | Eliminado de la competición                            |

Actualizado a los partidos jugados el 25 de mayo de 2025.
 Fuente: Liga de Campeones de la UEFA
Criterios de clasificación: Puntos · Diferencia de goles · Goles a favor · Goles a favor como visitante · Victorias · Victorias como visitante · Puntos obtenidos por los oponentes en fase de liga · Diferencia de goles de los oponentes en fase de liga · Goles a favor de los oponentes en fase de liga · Fair Play · Coeficiente de clubes

## Estadísticas

### Rendimiento
Nota: No contabilizadas las estadísticas en rondas previas.
| Club | Club                 | Pts. | PJ | PG | PE | PP | GF | GC | Dif. | Rend. |
| ---- | -------------------- | ---- | -- | -- | -- | -- | -- | -- | ---- | ----- |
| 1    | Ajax                 | 0    | 0  | 0  | 0  | 0  | 0  | 0  | 0    | 0%    |
| 2    | Arsenal              | 0    | 0  | 0  | 0  | 0  | 0  | 0  | 0    | 0%    |
| 3    | Atalanta             | 0    | 0  | 0  | 0  | 0  | 0  | 0  | 0    | 0%    |
| 4    | Athletic Club        | 0    | 0  | 0  | 0  | 0  | 0  | 0  | 0    | 0%    |
| 5    | Atlético de Madrid   | 0    | 0  | 0  | 0  | 0  | 0  | 0  | 0    | 0%    |
| 6    | Barcelona            | 0    | 0  | 0  | 0  | 0  | 0  | 0  | 0    | 0%    |
| 7    | Bayer Leverkusen     | 0    | 0  | 0  | 0  | 0  | 0  | 0  | 0    | 0%    |
| 8    | Bayern Múnich        | 0    | 0  | 0  | 0  | 0  | 0  | 0  | 0    | 0%    |
| 9    | Borussia Dortmund    | 0    | 0  | 0  | 0  | 0  | 0  | 0  | 0    | 0%    |
| 10   | Chelsea              | 0    | 0  | 0  | 0  | 0  | 0  | 0  | 0    | 0%    |
| 11   | Eintracht Frankfurt  | 0    | 0  | 0  | 0  | 0  | 0  | 0  | 0    | 0%    |
| 12   | Galatasaray          | 0    | 0  | 0  | 0  | 0  | 0  | 0  | 0    | 0%    |
| 13   | Inter Milán          | 0    | 0  | 0  | 0  | 0  | 0  | 0  | 0    | 0%    |
| 14   | Juventus             | 0    | 0  | 0  | 0  | 0  | 0  | 0  | 0    | 0%    |
| 15   | Liverpool            | 0    | 0  | 0  | 0  | 0  | 0  | 0  | 0    | 0%    |
| 16   | Manchester City      | 0    | 0  | 0  | 0  | 0  | 0  | 0  | 0    | 0%    |
| 17   | Marsella             | 0    | 0  | 0  | 0  | 0  | 0  | 0  | 0    | 0%    |
| 18   | Mónaco               | 0    | 0  | 0  | 0  | 0  | 0  | 0  | 0    | 0%    |
| 19   | Napoli               | 0    | 0  | 0  | 0  | 0  | 0  | 0  | 0    | 0%    |
| 20   | Newcastle United     | 0    | 0  | 0  | 0  | 0  | 0  | 0  | 0    | 0%    |
| 21   | Olympiakos           | 0    | 0  | 0  | 0  | 0  | 0  | 0  | 0    | 0%    |
| 22   | Paris Saint-Germain  | 0    | 0  | 0  | 0  | 0  | 0  | 0  | 0    | 0%    |
| 23   | PSV Eindhoven        | 0    | 0  | 0  | 0  | 0  | 0  | 0  | 0    | 0%    |
| 24   | Real Madrid          | 0    | 0  | 0  | 0  | 0  | 0  | 0  | 0    | 0%    |
| 25   | Slavia Praga         | 0    | 0  | 0  | 0  | 0  | 0  | 0  | 0    | 0%    |
| 26   | Sporting Lisboa      | 0    | 0  | 0  | 0  | 0  | 0  | 0  | 0    | 0%    |
| 27   | Tottenham Hotspur    | 0    | 0  | 0  | 0  | 0  | 0  | 0  | 0    | 0%    |
| 28   | Union Saint-Gilloise | 0    | 0  | 0  | 0  | 0  | 0  | 0  | 0    | 0%    |
| 29   | Villarreal           | 0    | 0  | 0  | 0  | 0  | 0  | 0  | 0    | 0%    |